# Golam Kupen (Witosza)
Golam Kupen (bułg. Голям Купен) – szczyt masywu Witosza, w Bułgarii, o wysokości 1930 m n.p.m.